# Arturo Di Donato
Arturo Di Donato (Chieti, 27 gennaio 1880 – Chieti, 5 febbraio 1932) è stato un pittore italiano.

## Biografia
Nacque a Chieti da Francesco (sarto) e Grazia De Crecchio (cucitrice), al numero dieci di via dei Crociferi. 
Poco più che diciannovenne realizzò il Dipinto Piazza della Trinità e passeggiata Sant'Andrea con Villa Nolli, agosto 1899, che regalò al commerciante chietino Raffaele Rapposelli ed è ora conservato nella Collezione famiglia Rapposelli-Di Carlo. Un autoritratto  è conservato presso la famiglia Di Crecchio, insieme ad una raccolta di foto di vari dipinti presentati in varie mostre, sia nazionali che estere. 
Dopo una breve esperienza americana (1914-1915) Arturo visse a Chieti, dove esercitò il mestiere di pittore, con apprezzabili risultati nel campo della ritrattistica. Le sue tele Costruzione primitiva, Ritratto di A.C. De Meis, Ritratto di Silvio Spaventa, Ritratto di Giovanni Chiarini sono conservate presso il Museo d'Arte "Costantino Barbella" di Chieti.
Nel marzo 1919 collaborò a riorganizzare la sezione di Chieti del Partito Socialista. Il primo giugno la sezione iniziò a pubblicare il settimanale La Conquista Proletaria, finanziato con sottoscrizioni. Nelle polemiche tra i massimalisti e i riformisti, che laceravano il Partito Socialista, la sezione si schiera coi primi.